# Remikiren
Remikiren je reninski inhibitor koji je u razvoju za tretman hipertenzije (visokog krvnog pritiska). Ovaj lek je razvilo preduzeće Hofman la Roš 1996. godine.

## Spoljašnje veze
|  | Molimo Vas, obratite pažnju na važno upozorenje u vezi sa temama iz oblasti medicine (zdravlja). |